# Parque nacional Volcán Tenorio
El parque nacional Volcán Tenorio es un área de conservación natural ubicada en Costa Rica. Se encuentra localizado en la Cordillera de Guanacaste, entre las provincias de Alajuela y Guanacaste, al noroeste del país, entre los cantones de Upala, Guatuso, Bagaces, Cañas y Tilarán. Pertenece al Área de Conservación Arenal-Tempisque, bajo la administración del Sistema Nacional de Áreas de Conservación de Costa Rica. Fue creado en 1995 por el decreto ejecutivo N.º 24240-MIRENEM. Su superficie abarca 18.402.51 hectáreas de bosques y territorio volcánico. Dentro de su territorio se encuentra el macizo del volcán Tenorio, compuesto de varios conos y cráteres, así como el río Celeste, de gran atracción turística. Es el área de conservación más rica en biodiversidad dentro del Área de Conservación Arenal-Tempisque.

## Clima
Su clima es tropical húmedo, típico del bosque premontano, con temperaturas que varían de 15 hasta 24 °C. La precipitación anual es de 3.500 mm.

## Importancia
La región protegida por el parque nacional Volcán Tenorio se considera de gran valor natural. El sitio cuenta con grandes territorios de bosque virgen, dado que la intrusión humana ha sido relativamente poca. Esto ha permitido la conservación de hábitats naturales vitales para la preservación de especies en peligro de extinción, como el tepezcuintle, la danta y el puma. 
En las faldas del volcán Tenorio nacen numerosos ríos y riachuelos, siendo los más importantes el río Chimurria, de gran valor hidrológico, y el río Celeste, de notable valor turístico. 

## Recursos biológicos
El bosque del parque nacional volcán Tenorio es un bosque siempre-verde compuesto de bosque pluvial premontano y bosque nuboso. Predominan las palmas, heliconias, helechos, orquídeas y bromelias. En el parque puede encontrarse también diversidad de árboles como robles, aguacatillos, zapotes, pilones y el jícaro danto (Parmentiera valerii), endémico de la cordillera de Guanacaste. Este árbol es una de las principales dietas de la danta, especie en peligro de extinción. Hay una enorme cantidad de especies de hongos.
La zona presenta en total 35 especies de peces, 78 especies de anfibios, 135 especies de reptiles y 131 especies de mamíferos, incluidos la danta, el jaguar y el puma. Entre la fauna presente están también el saíno (Tayassu pecari), mono cariblanco (Cebus capucinus), manigordo (Leopardus pardalis), guatusa (Dasyprocta punctata), caucel (Leopardus wiedii), tepezcuintle (Agouti paca), tolomuco (Eira barbara). En el parque nacional volcán Tenorio se pueden encontrar al menos la mitad de todas las especies de aves de Costa Rica, entre ellas pava (Penelope purpurarcens), el pájaro sombrilla (Cephalopterus glabricolis), el ave sol (Eurypyga helias). Entre las serpientes, matabuey, terciopelo, mano de piedra, lora, oropel, béquer y coral. Abundan las especies de insectos.

## Volcán Tenorio
El volcán Tenorio (1.916 m s. n. m.) es un estratovolcán compuesto por un macizo volcánico con cinco cráteres principales: Tenorio 1, Tenorio 2, Montezuma, Bijagua y Olla de Carne. Se encuentra inactivo y su cráter principal, en la parte más alta del cono principal, está ocupado por una laguna y rodeado de bosque primario. Existen diversas manifestaciones de actividad volcánica alrededor del cono, como la presencia de bolsas de gases sulfúricos dentro de cuevas, fumarolas y fuentes termales.
Existen versiones de una última erupción del Tenorio en 1814-1816, sin embargo, no hay vestigios que lo confirmen y se considera que no ha tenido actividad importante en tiempos históricos.

## Río Celeste
Denominado de esta forma por su color peculiar, el cual es consecuencia de un efecto óptico producido por la dispersión de la luz solar debido a la alta concentración de silicatos de aluminio que poseen sus aguas, es una de las principales atracciones turísticas del parque y del país. El río se forma en la confluencia de los ríos Buena Vista y Quebrada Agria en las faldas del volcán Tenorio, en un lugar conocido como Los Teñideros. Cerca de este sitio, se encuentra otro lugar llamado Los Hervideros, un sitio con aguas termales donde la temperatura del agua puede alcanzar los 31 a 94 °C. Durante su descenso del volcán, el agua del río forma una laguna llamada Laguna Azul, donde se puede apreciar más intensamente el color celeste del agua. Luego de la laguna, el cauce del río continúa su descenso hasta formar la catarata del río Celeste.

## Turismo

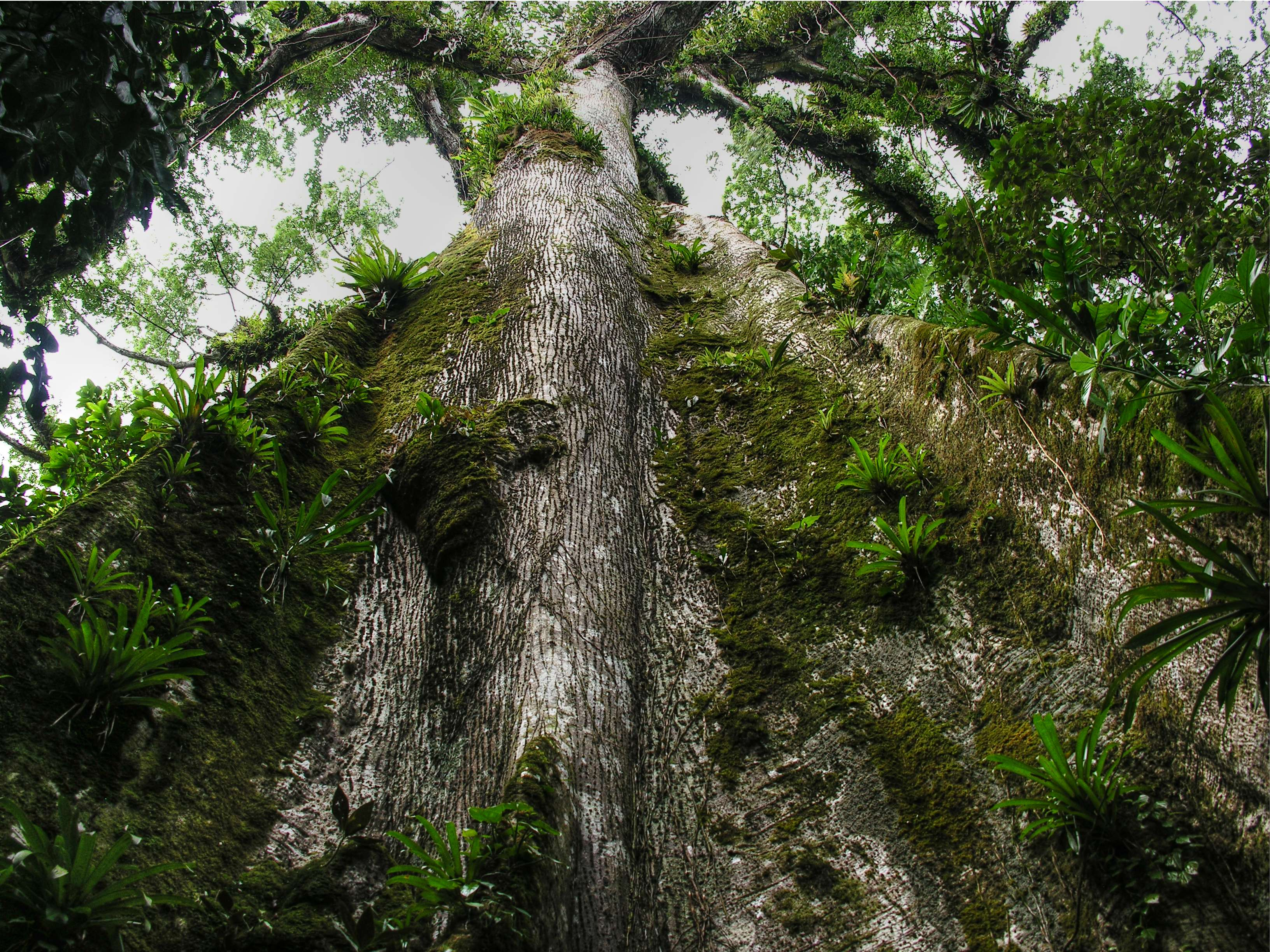
Roble cubierto de epífitas y vegetación parásita.

El acceso al parque se puede dar desde el Valle Central de Costa Rica o desde Liberia a través de la carretera interamericana norte. Entre las poblaciones de Cañas y Bagaces hay un desvío hacia Upala, donde hay una entrada que lleva hasta el parque. También se puede acceder desde las llanuras del norte, por Guatuso.
Los principales atractivos del parque se sitúan en la variedad de paisajes combinada por la conservación de la naturaleza inalterada. Dentro del parque se ubica la Estación Biológica El Pilón, la cual tiene la capacidad de hospedar 25 personas y cuenta con los servicios básicos de luz y agua. El resto de los visitantes pueden acceder al parque solamente durante el día, de modo que el alojamiento se debe realizar en las comunidades aledañas, donde existen varios pequeños hoteles.
El sendero principal del parque se llama Senderos del Tenorio, de 3 km de distancia. Éste pasa por los principales puntos de atracción turística y científica del lugar. Es un sendero en ascenso que incluye el paso por bosques vírgenes y puentes de troncos. El primer punto de importancia turística es la catarata del río Celeste, de unos 20 metros de alto y gran belleza escénica. En el punto más alto del sendero, hay un mirador que permite observar el complejo volcánico del Tenorio. El sendero finaliza en Los Teñideros y Los Hervideros, en la parte alta de la montaña.
En el parque pueden encontrarse varias cuevas que acumulan gases tóxicos, provenientes de la actividad volcánica, y que pueden resultar mortales para cualquier ser vivo que quede atrapado en ellas.

## Galería de imágenes

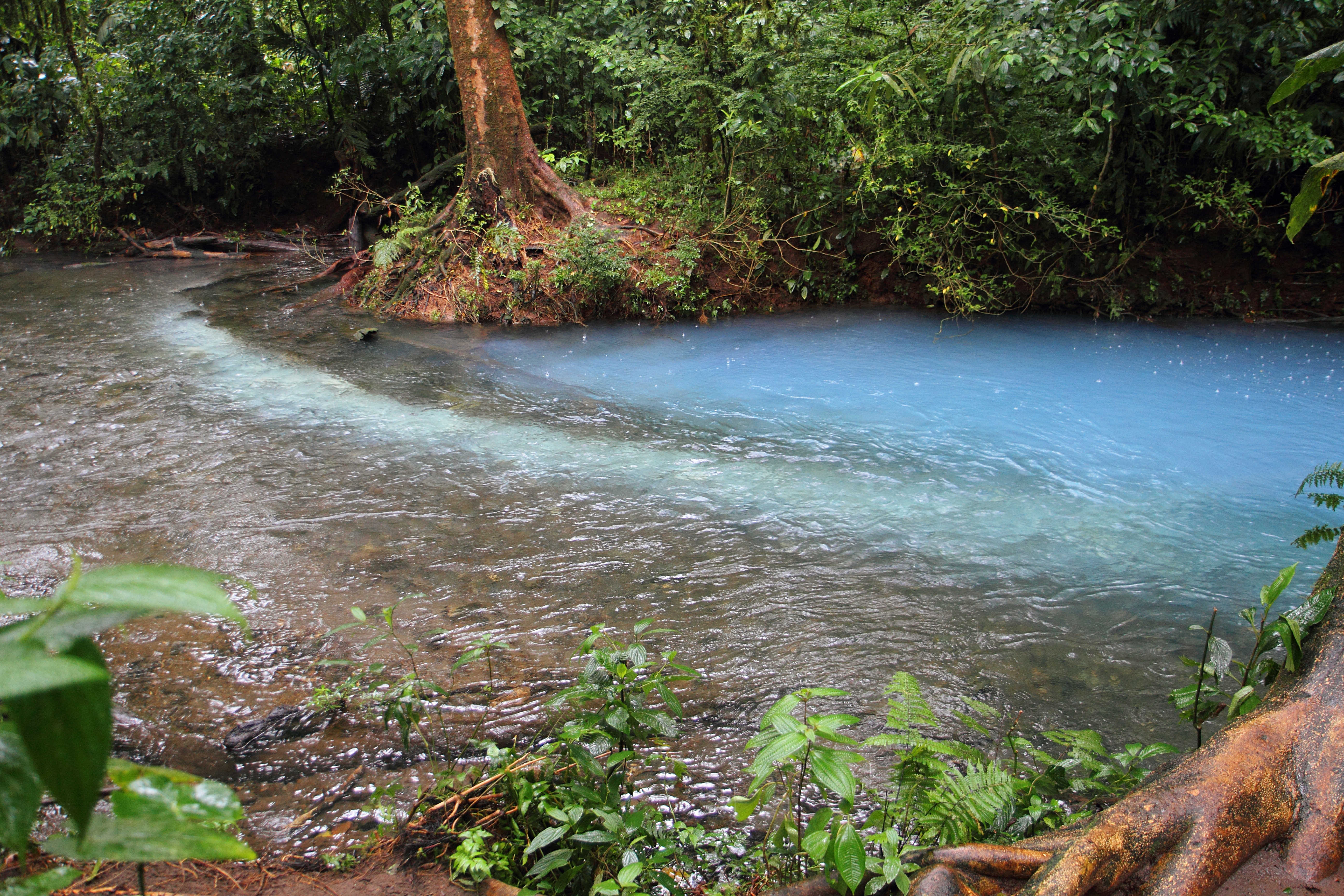
Los Teñideros.
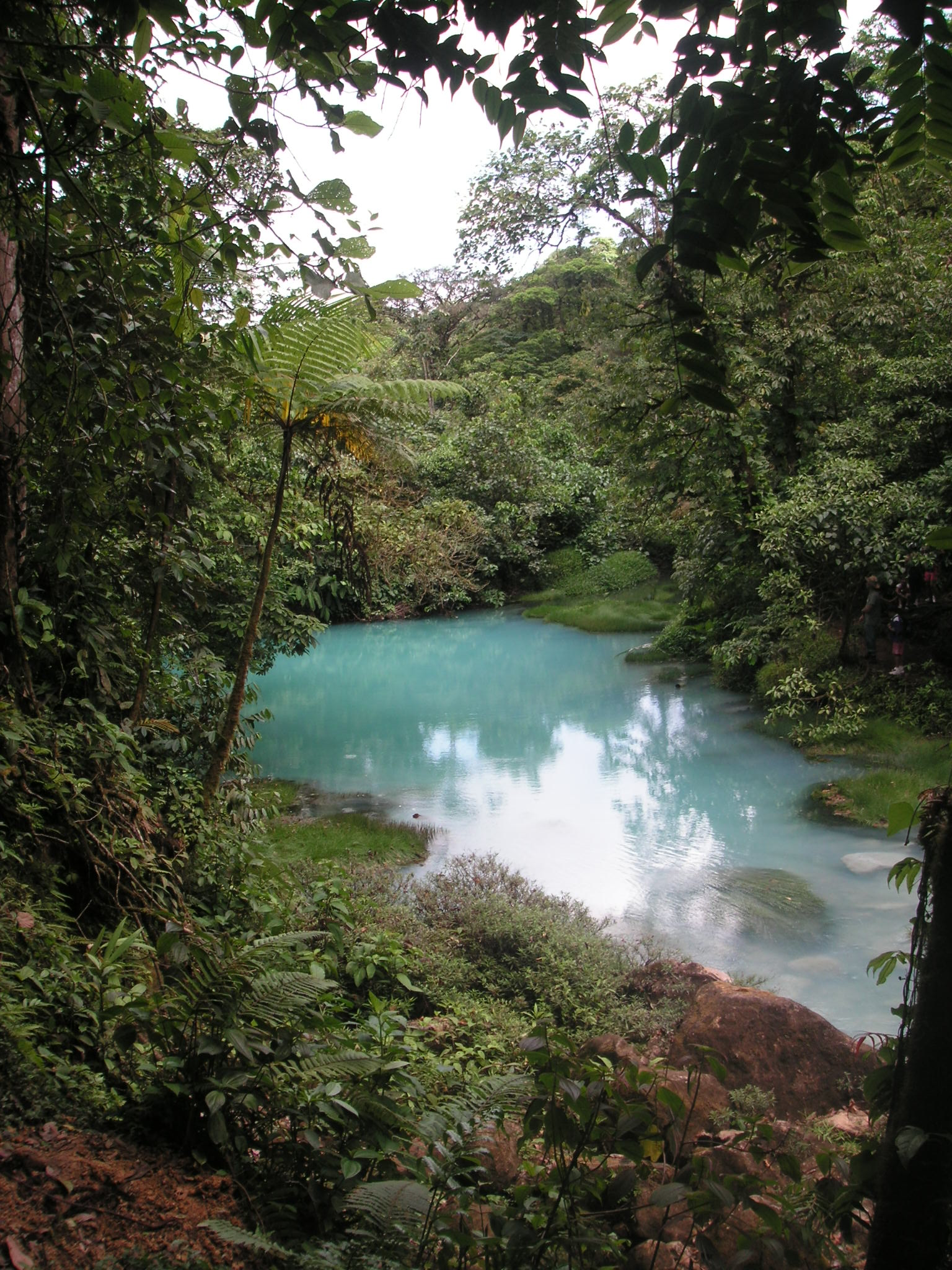
Curso del río Celeste.
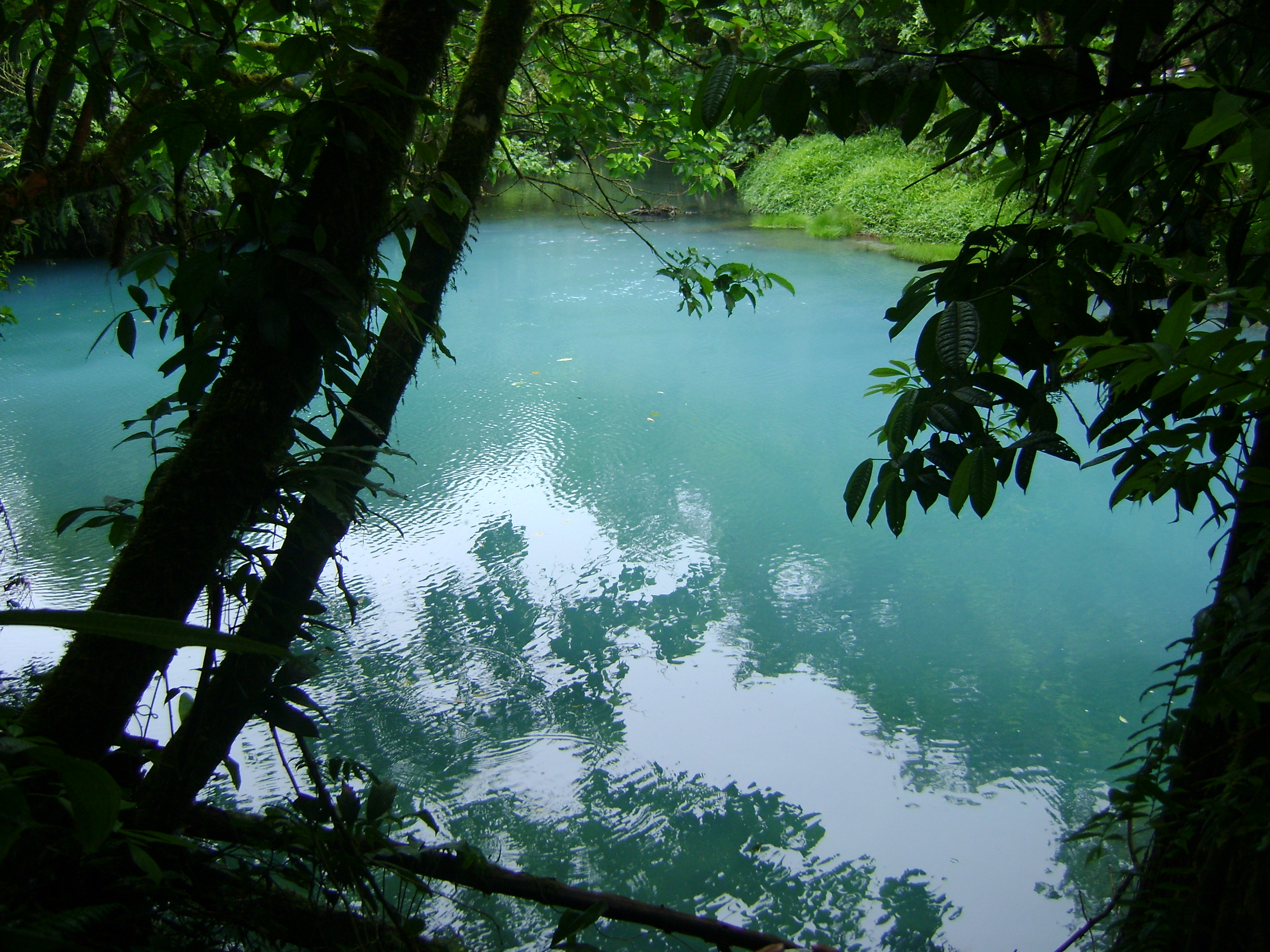
Laguna Azul.
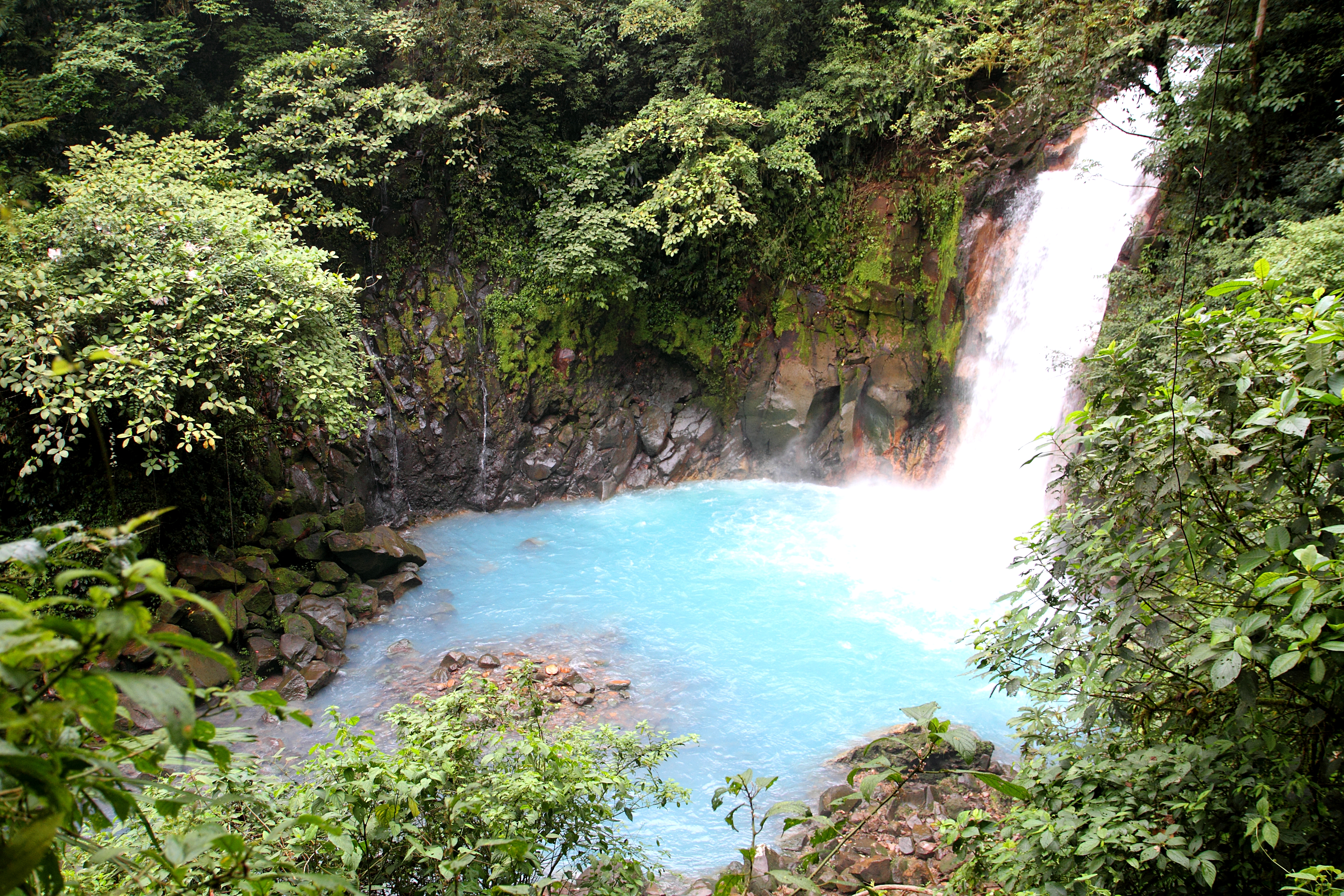
Catarata del río Celeste.
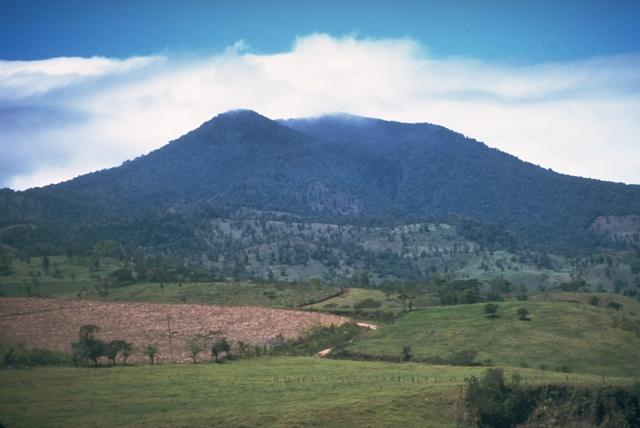
Volcán Tenorio
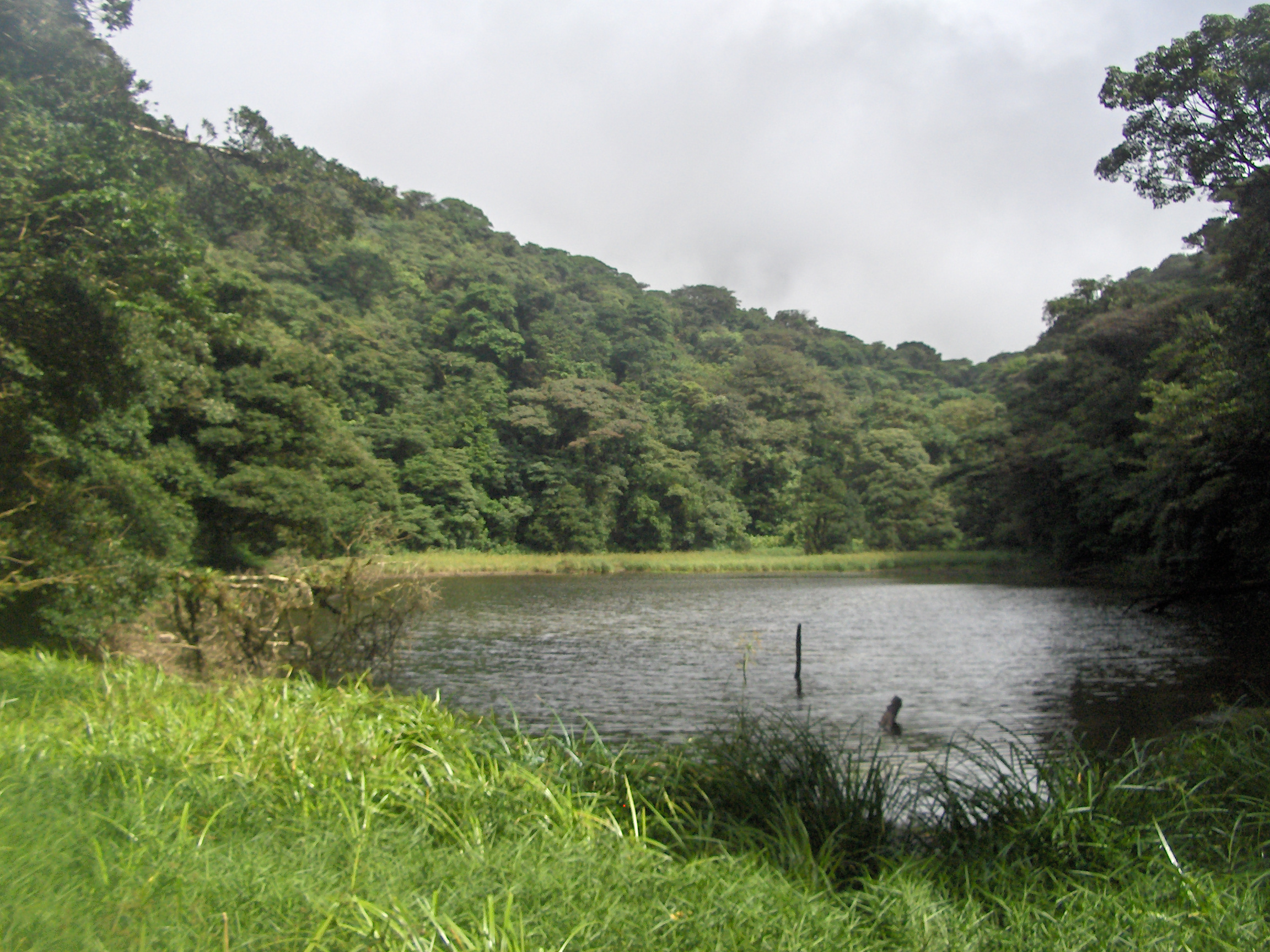
Laguna Dantas (cráter Bijagua).